# Verbums psalmbokstillägg (2003)
Verbums psalmbokstillägg 2003, Psalmtillägg till Den svenska psalmboken, är ett tillägg till 2003 års utgåva av Den svenska psalmboken 1986. Tillägget togs fram av bokförlaget Verbum i samverkan med Svenska kyrkans musikråd och Evangeliska fosterlandsstiftelsen (EFS). Tillägget är antaget av EFS:s styrelse och ersätter därigenom i praktiken EFS-tillägget från 1986, men används också i många av de församlingar i Svenska kyrkan som är utan EFS-förening. Lämpligheten av detta har på en del håll ifrågasatts utifrån att Den svenska psalmboken ses som bärare av Svenska kyrkans lära och att Verbums tillägg inte officiellt har antagits av Svenska kyrkan (2012).

## Historia
Ett komplement till Den svenska psalmboken 1986 gjordes 1987 och kallades EFS tillägg till Den svenska psalmboken. Tillägget gjordes av Evangeliska fosterlandsstiftelsen och bestod av 100 psalmer ur deras egen tradition.
År 2000 fördes samtal inom Evangeliska fosterlandsstiftelsen, om att se över tillägget. Man inledde tillsammans med Verbum förlag ett arbetet med ett nytt tillägg. Arbetsgruppen som tillsattes bestod av Torbjörn Arvidsson, Per-Olof Nisser, Ragnar Håkanson, Kristina Åkesson och Mikael Nahnfeldt. Under arbetets gång medverkade församlingar ur Svenska kyrkan och Evangeliska fosterlandsstiftelsens föreningar. De fick svara för ett urval av psalmer ur EFS tillägg till Den svenska psalmboken och Psalmer i 90-talet.
Innan arbetet slutfördes så granskades och korrigerades arbetet av Evangeliska fosterlandsstiftelsen och bearbetades av Svenska kyrkans musikråd. Den nya tilläggets ersattes det gamla inom Evangeliska fosterlandsstiftelsen den 2 mars 2002.

## Psalmer

### Lovsång och tillbedjan
- 701 Vi vill ge Dig ära
- 702 Jag vill ge dig, o Herre, min lovsång
- 703 Ropa till Gud
- 704 Din trofasta kärlek
- 705 Halleluja! Ditt lov vi sjunger
- 706 Hej himlarymder
- 707 Halleluja
- 708 Sanctus
- 709 Du är helig, du är hel
- 710 Som gränslösa vidder

### Fader, Son och Ande

#### Treenigheten
- 711 Jag tror på en Gud, en enda
- 712 O Gud, som skapat vind och hav

#### Gud, vår Skapare och Fader
- 713 Stor är din trofasthet
- 714 Du Herre, vår Herre

#### Jesus, vår Herre och broder
- 715 Jesus, det skönaste
- 716 Namnet Jesus aldrig mister
- 717 Innan gryningen

#### Anden, vår hjälpare och tröst
- 718 Hennes starka vingar bär (Psalmer i 90-talet, 852)
- 719 Kom nu, helig Ande (I Guds vind)

### Kyrkan och nådemedlen

#### Kyrkan
- 720 Med Gud och hans vänskap (EFS-tillägget, 712)
- 721 Trädet och grenen (Psalmer i 90-talet, 820)

#### Ordet
- 722 Ge oss än en stund av nåd (EFS-tillägget, 715)

#### Dopet
- 723 När du ser en droppe glittra (Hela världen sjunger, 95)
- 724 Gud Fader har skapat mig (Kyrksång)

#### Nattvarden
- 725 Endast av nåd
- 726 Vilket stort mysterium (Psalmer i 90-talet, 829)
- 727 Ät mitt bröd (Kommuniteten i Taizé)

#### Helg och gudstjänst
- 728 Nu, o Gud, har stunden kommit  (Psalmer i 90-talet, 822)
- 729 Nu öppnar vi våra hjärtan (Hela världen sjunger, 100)
- 730 Må din väg gå dig till mötes (Hela världen sjunger, 50)
- 731 Må friden från jorden följa dig (Iona)

#### Vittnesbörd — tjänst — mission
- 732 Att leva är att fråga (EFS-tillägget, 754)
- 733 Guds kärlek färdas här (Psalmer i 90-talet, 895)
- 734 Tänk, vilken underbar nåd (EFS-tillägget, 726)
- 735 Gå ut kring hela jorden (EFS-tillägget, 723)

### Kyrkoåret

#### Advent
- 736 Ett litet barn av Davids hus (Psalmer och sånger, 485)

#### Jul
- 737 Ej upplysta gårdar (EFS-tillägget, 728)

#### Fastan
- 738 Herre, du vandrar försoningens väg (Psalmer i 90-talet, 878)
- 739 Hosianna, Davids son (Psalmer i 90-talet, 836)

#### Påsk
- 740 Kristus är uppstånden, fröjda dig, min själ (EFS-tillägget, 739)
- 741 Graven ligger tom (Psalmer i 90-talet, 847)
- 742 Han är inte här (I Guds vind)
- 743 Var glad, för Kristus lever (EFS-tillägget, 741)

#### Övriga helgdagar

##### Kyndelsmässodagen
- 744 Barn och stjärnor (Psalmer i 90-talet, 843)

##### Den helige Mikaels dag
- 745 Dansa med änglarna (Psalmer i 90-talet, 854)

#### Vid kyrkoårets slut
- 746 En dag skall Herrens skapardrömmar (Psalmer i 90-talet, 853)

### Dagens och årets tider

#### Morgon
- 747 Tack, min Gud, för att jag vaknar (EFS-tillägget, 746b)
- 748 Vi ger dig denna nya dag (Psalmer i 90-talet, 857)

#### Kväll
- 749 Så går jag nu till vila trygg (Psalmer i 90-talet, 860)
- 750 Dagen är slut (EFS-tillägget, 747)

#### Årstiderna
- 751 O, vad världen nu är skön (EFS-tillägget, 748)
- 752 Över berg och dal (Psalmer i 90-talet, 863)
- 753 Nu är det härligt att leva
- 754 När dagen fylls av fågelsång (Psalmer i 90-talet, 865)

### Att leva av tro

#### Stillhet — meditation
- 755 Vila i mig (EFS-tillägget, 751)
- 756 Bara i Dig (Cantarellen 1984)
- 757 I Din närhet
- 758 Herre, till dig får jag komma (EFS-tillägget, 752)
- 759 Herre, låt mig få vila i Dig
- 760 Din nåd är dyrbar
- 761 Du är mitt trygga bo (Hidingplace)

#### Bönen
- 762 Du är en bön (Ur mässan Mysterium)
- 763 Du vänder ditt ansikte till mig (Psalmer i 90-talet, 835)

#### Sökande — tvivel
- 764 Håll om mig (Hela världen sjunger, 75)

#### Skuld — förlåtelse
- 765 Du som kan (Apokalyps)

#### Förtröstan — trygghet
- 766 Jag tror på en Gud (Trosbekännelse)
- 767 Möt mig nu som den jag är (Iona)
- 768 Du omsluter mig (Kyrksång)
- 769 Gud, i dina händer (Hela världen sjunger, 66)
- 770 Som bonden tar ett fång (Psalmer i 90-talet, 880)
- 771 Min själ får vila ut (Taizé)
- 772 Min frid jag lämnar (Taizé)
- 773 Känn ingen oro (Taizé)
- 774 Som när ett barn kommer hem (EFS-tillägget, 772)
- 775 Att få vara försonad (EFS-tillägget, 766)

#### Glädje — tacksamhet
- 776 Morgon och afton Allt har sin tid
- 777 Tacka Herren (Taizé)
- 778 I min Gud (Taizé)

#### Vaksamhet — kamp — prövning
- 779 När livet inte blir som vi har tänkt oss (Psalmer i 90-talet, 900)
- 780 Gud, när livet trasas sönder (Hela världen sjunger, 67)
- 781 Jesus, Guds son (Taizé)
- 782 Godhet har makt över ondskan (Iona)

#### Efterföljd — helgelse
- 783 Lär mig din väg (EFS-tillägget, 782)
- 784 Brinnande hjärtan giv oss, o Gud (EFS-tillägget, 785)
- 785 Ge oss mod att våga leva (EFS-tillägget, 787)

### Tillsammans i världen
- 786 Jordens bön (Hela världen sjunger, 115)
- 787 Nära marken (Cantarellen 1984)
- 788 För livets skull (Psalmer i 90-talet, 886)
- 789 Herre, din son var en timmerman (Psalmer i 90-talet, 816)
- 790 Ge kyrkan kraft att höras (Psalmer i 90-talet, 825)
- 791 Du vet väl om att du är värdefull (Psalmer och sånger, 697)
- 792 Lär mig höra din röst (Psalmer och sånger, 704)

### Framtiden och hoppet

#### Pilgrimsvandringen
- 793 Ett folk på väg
- 794 Vi är inte här förgäves (I Guds vind)
- 795 Alltid på väg (Cantarellen 1984)

#### Livets gåva och gräns
- 796 Du lilla barn (Allt har sin tid)
- 797 Var inte rädd för mörkret (Psalmer i 90-talet, 899)
- 798 Som liljan på sin äng (Psalmer i 90-talet, 903)
- 799 Mista en vän (Sjung för Guds skull)
- 800 Den mörka floden (Psalmer i 90-talet, 704)

### Fotnoter
1. ↑  Eva-Lisa Söderström (26 februari 2012). ”Kristusbilder i Den svenska psalmboken från 1986”. Ersta-Sköndal högskola. http://www.diva-portal.org/smash/get/diva2:726497/FULLTEXT01.pdf. Läst 6 oktober 2017.
2. 1 2 3   Koralboken tillägg 701–800. Stockholm: Verbum Förlag. 2003. Libris 9196881. ISBN 91-526-5500-8